# اکاجت، وراکروز

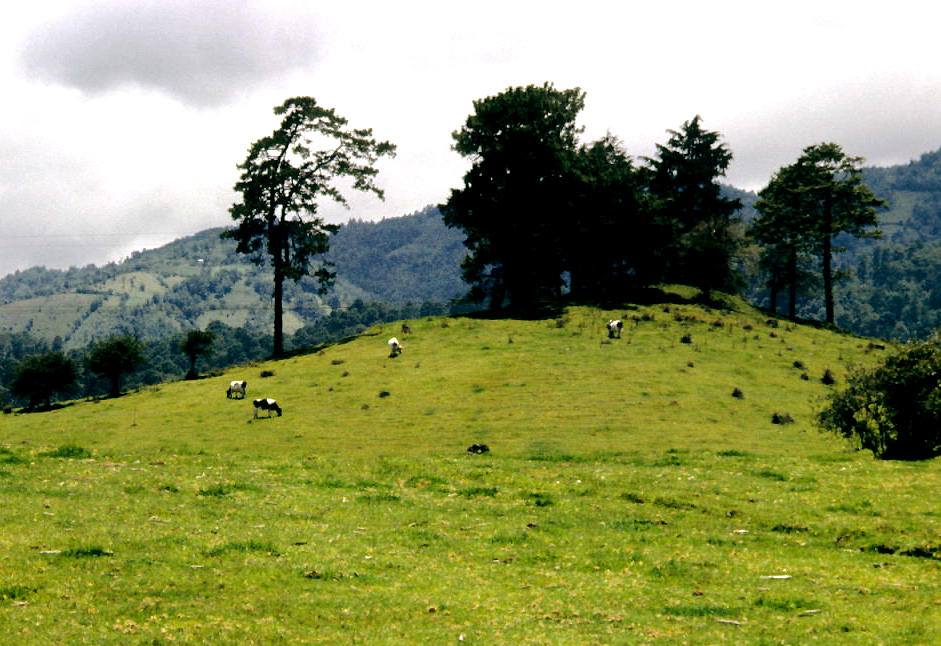
مرتعی در وراکروز

اکاجت، وراکروز (به اسپانیایی: Acajete, Veracruz) در مکزیک است که در وراکروس واقع شده‌است.

## خصوصیات
اکاجت ۹۰٫۴۸ کیلومترمربع مساحت و ۷٬۵۵۸ نفر جمعیت دارد.